# Jakob Christmann
Jakob Christmann, född i november 1554 i Johannisberg, Geisenheim, död 16 juni 1613 i Heidelberg, var en tysk orientalist som också studerade problem inom astronomin.

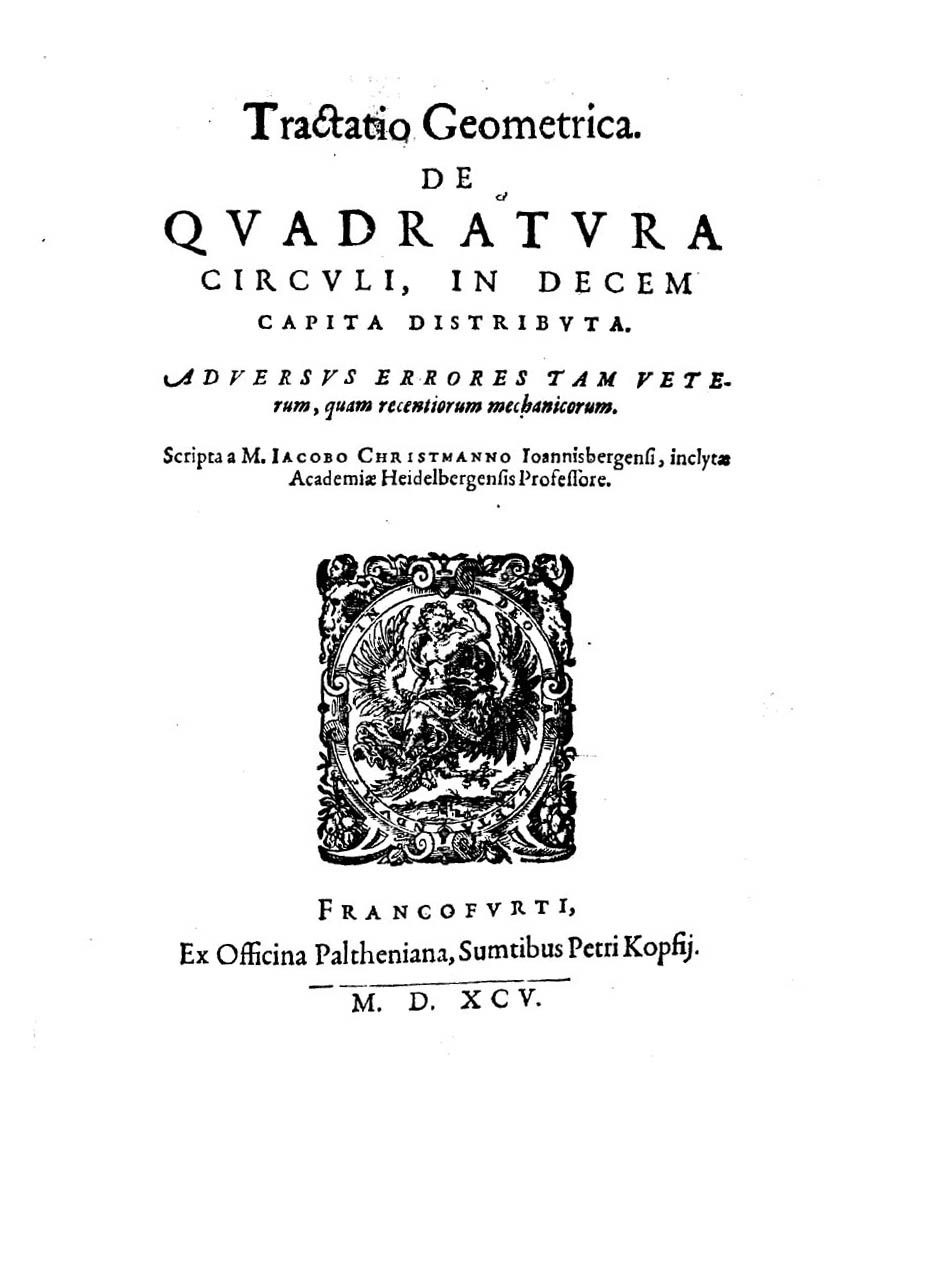
Tractatio geometrica de quadratura circuli, 1595